# Полякова Людмила Валентинівна
Людмила Валентинівна Поляко́ва (нар. 21 квітня 1946, Семипалатинськ) — український живописець і педагог; член Спілки радянських художників України з 1976 року. Заслужений художник Автономної Республіки Крим з 1999 року.

## Біографія
Народилася 21 квітня 1946 року в місті Семипалатинську (нині Семей, Казахстан). Протягом 1960—1964 років навчалася в Сімферопольському художньому училищі; 1971 року закінчила Ленінградський інститут живопису, скульптури та архітектури імені Іллі Рєпіна, де навчалася у Андрія Мильнікова.
З 1976 року працювала викладачем живопису, малюнка та композиції Сімферопольського художнього училища. Серед учнів: Олександр Максименко.
Мешкає у Сімферополі в будинку на вулиці Воровського, № 60, квартира № 315.

## Творчість
Працює у галузях станкового (пише пейзажі, портрети, натюрморти) і монументального живопису. Серед робіт:
- станковий живопис: «Теплий день» (1977), «Старий слідчий Клєвцова» (1977), «Бабуся та онука» (1980), «Портрет доньки» (1996), «Берег моря» (2000)[4], «Маки» (2008);
- монументальні твори: вітражі Лівадійського палацу, розпис у залах та мозаїчне панно на фасаді Палацу культури колгоспу «Перемога»[1].

Експонувала свої роботи у Києві, Москві, Санкт-Петербурзі, Сімферополі. У 1994 році серія її акварельних робіт експонувалася у художній галереї Гайдельберга у Німеччині.
Твори художниці знаходяться у приватних колекціях в Англії, Іспанії, Японії, Сполучених Штатів Америки.